# Solar Dynamics Observatory

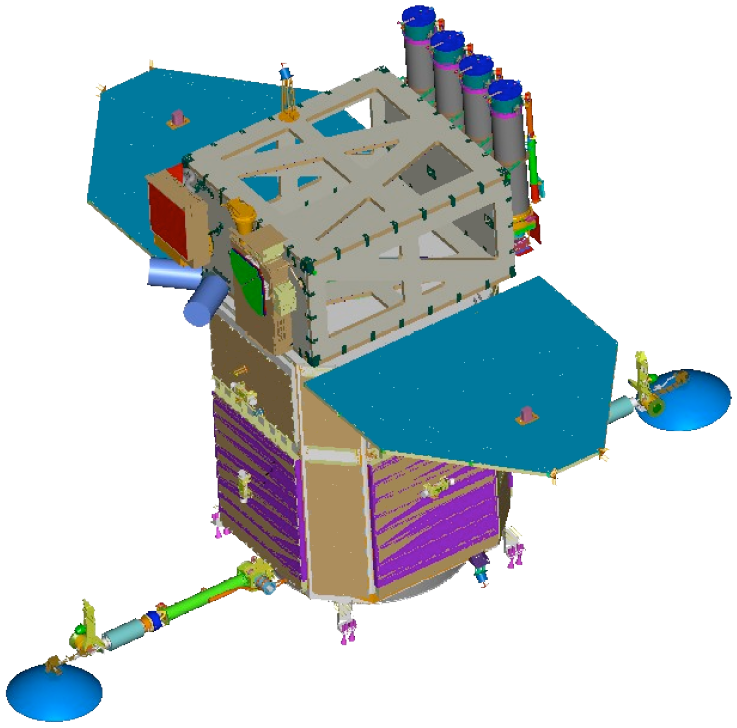
Schéma observatoře

Solar Dynamics Observatory (Observatoř solární dynamiky, zkráceně SDO) je umělá družice NASA, která má za úkol zkoumat vlivy Slunce na planetu Zemi a okolní vesmír. Tato sluneční observatoř je první družicí programu Living With a Star (LWS), do vesmíru ji vynesla raketa Atlas V vypuštěná 11. února 2010 z mysu Canaveral. Oproti starším observatořím, jako jsou SOHO a STEREO, sbírá větší objem dat. Díky čtveřici dalekohledů s velkým množstvím filtrů dokáže pořizovat obraz na mnoha vlnových délkách od měkkého rentgenového záření až po viditelnou část spektra. Některé z těchto vlnových délek zatím žádná předchozí družice nezkoumala. SDO nemá systém pro nahrávání a ukládání dat, místo toho se pohybuje po geosynchronní dráze, díky čemuž může nepřetržitě komunikovat se svou pozemskou stanicí v Novém Mexiku a data tak plynule odesílat.

## Obecné parametry
Družice SDO má rozměry 4,5 x 4 m, s rozevřenými panely pak 6,5 m. Její hmotnost činí 3 200 kg. Rychlost datového přenosu mezi družicí a Zemí je 130 Mb/s. Družice se nachází na geosynchronní dráze ve výšce 36 000 km, tato dráha má k rovníku sklon 28,5°. Na části, kterou je sonda natočena ke Slunci, jsou umístěny 3 specializované pozorovací skupiny přístrojů: AIA, HMI a EVE.

## Přístroje

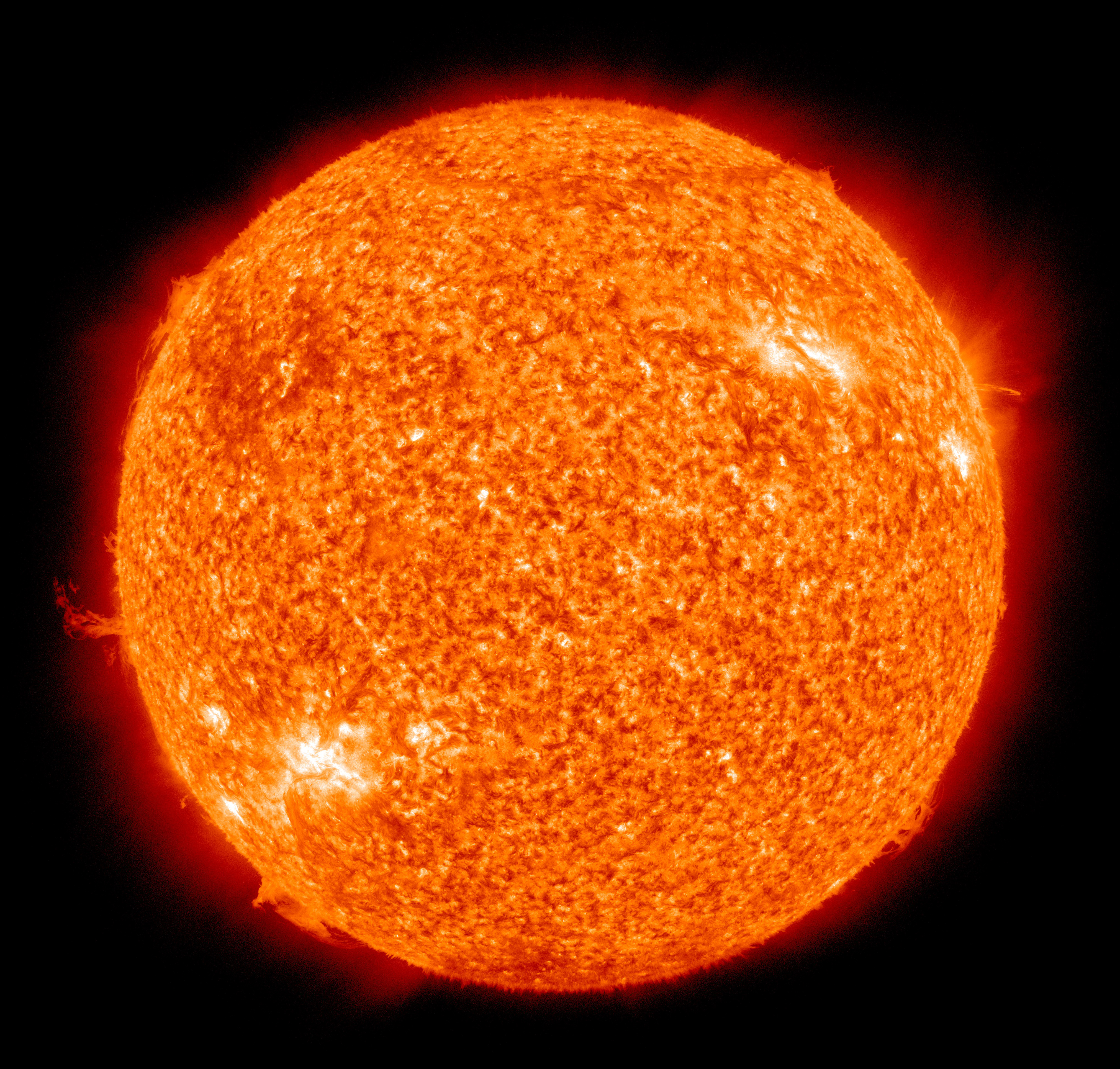
Snímek slunce získaný pomocí přístroje AIA

### AIA (Atmospheric Imaging Assembly)
Sestava pro snímání atmosféry AIA je tvořena čtveřicí dalekohledů o průměru 200 mm a ohniskové vzdálenosti 4 125 mm. Každý z dalekohledů je vybaven filtry pro snímání disku Slunce v dané vlnové délce. Celkem má k dispozici deset filtrů o vlnových délkách 9,4 nm, 13,1 nm, 17,1 nm, 19,3 nm, 21,1 nm, 30,4 nm, 33,5 nm, 155 nm, 160 nm a 450 nm. Sonda SDO pořizuje snímky každých 10 sekund, vyčtení jednoho snímku trvá 2,5 sekundy. Neunikne jí tak žádný děj na Slunci a na snímcích můžeme podrobně zkoumat vznik a průběh dynamických projevů sluneční aktivity.
Vědecký výzkum prostřednictvím AIA vede laboratoř Lockheed Martin Solar and Astrophysics Laboratory (LMSAL), která tento přístroj ovládá a společně se Stanfordovou univerzitou provozuje Centrum společných vědeckých operací, které získaná data poskytuje celosvětové vědecké komunitě i široké veřejnosti.

### HMI (Helioseismic and Magnetic Imager)

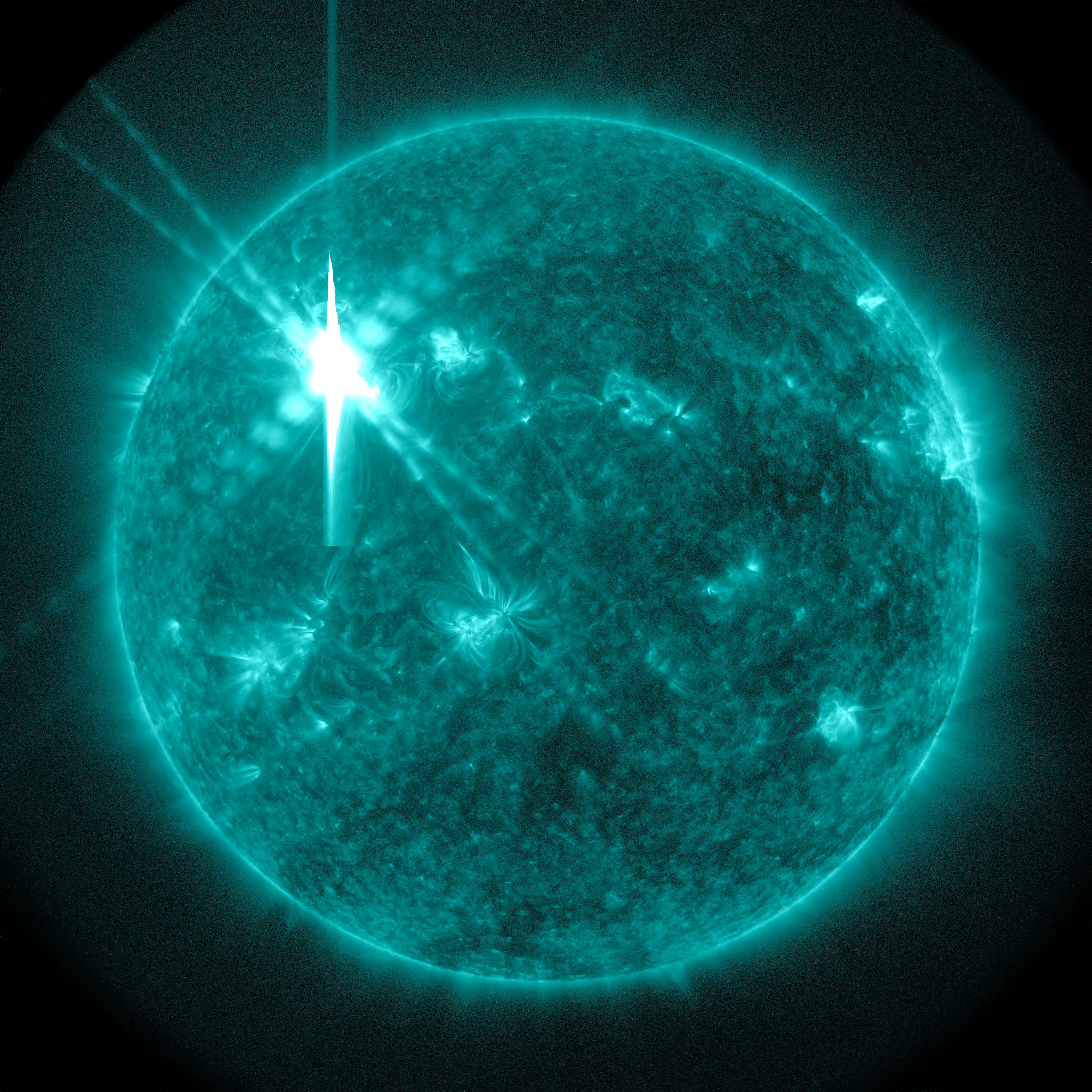
Sluneční erupce ve formě extrémního ultrafialového záření zachycená přístrojem EVE

Helioseismický a magnetický snímač HMI je složen ze dvou dílčích zařízení – helioseismometru a magnetogramu. Helioseismometr zkoumá takzvané sluncetřesení, tedy sluneční oscilace, které vznikají prouděním plazmatu na rozhraní konvektivní a zářivé vrstvy a šíří se celým Sluncem. Magnetogram zobrazuje povrchová magnetická pole a jejich polaritu. Navazuje na detektor na družici SOHO.
Přístroj HMI je řízen ze Stanfordovy univerzity v Kalifornii. Jeho hlavním úkolem je výzkum slunečního dynama, které stojí za vznikem aktivity Slunce a změnami v rámci slunečního cyklu. Produkuje data, která napomáhají určit vnitřní zdroje a mechanismy sluneční proměnlivosti a zkoumat, jak fyzické procesy probíhající uvnitř Slunce ovlivňují magnetická pole a aktivitu na povrchu.

### EVE (Extreme Ultraviolet Variability Experiment)
Přístroj EVE je určený ke snímkování Slunce v UV spektru. Sleduje kolísání v extrémním ultrafialovém záření (záření s vlnovými délkami nižšími než 31 nm), které dopadá ze Slunce na Zemi, kde ovlivňuje vysoké vrstvy zemské atmosféry.

## Získaná data
SDO pořizuje snímky Slunce 24 hodin denně, v různých oblastech spektra. Ve výsledku získáváme 18 různých snímků Slunce, snímky z jednotlivých přístrojů jsou totiž doplněny ještě o 4 kombinované snímky. Pořizované snímky jsou monochromatické, k jejich obarvení dochází až při následném zpracování. Barvy snímků určuje vlnová délka, a to v návaznosti na barevnou škálu sond SOHO a STEREO. Celkový objem dat odeslaných za jeden den z družice SDO na stanici White Sands je 1,5 terabajtů.